# エル・ミラドール

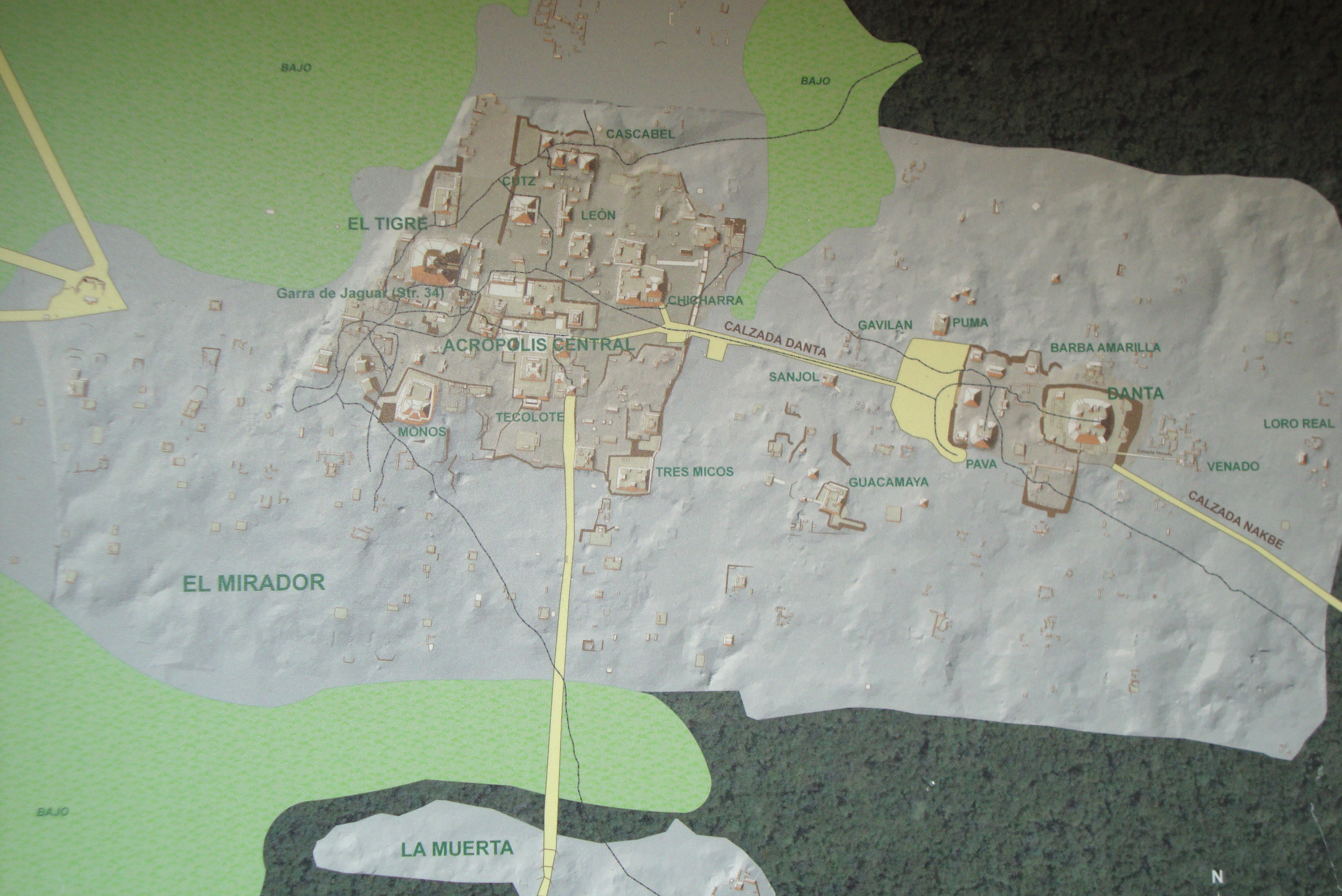
エル・ミラドールの全体模型

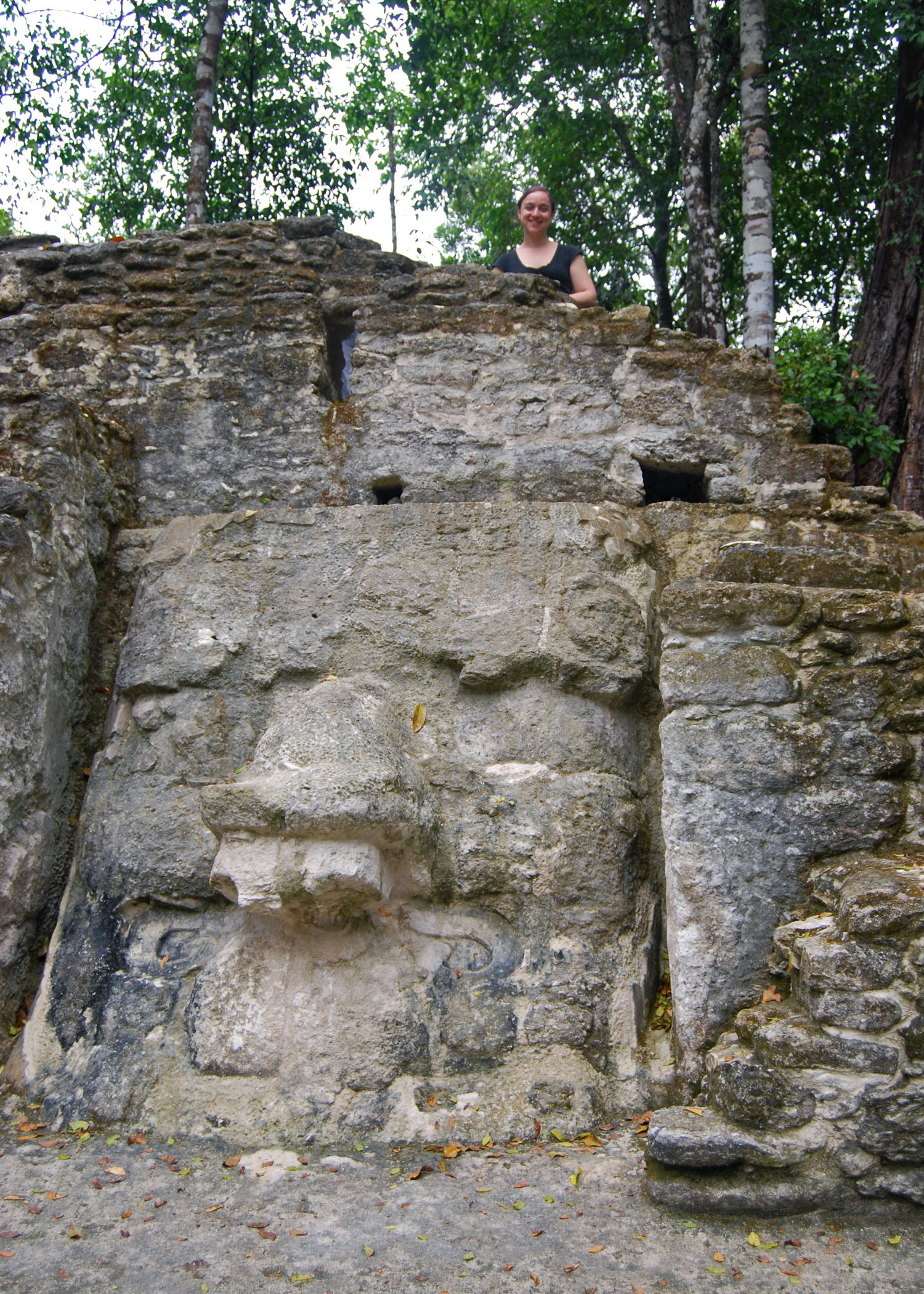
エル・ミラドールのピラミッド側面にあるスタッコ人頭。太陽や金星の信仰と関連すると思われる。

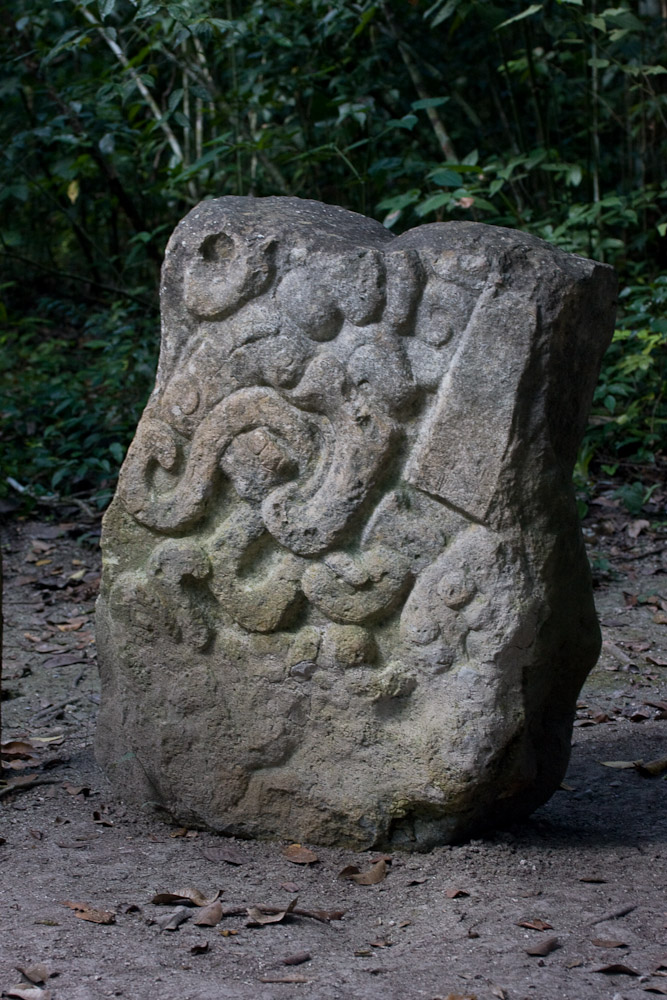
エル・ミラドール石碑2号

エル・ミラドール（スペイン語で見晴し台）は現在のグアテマラ、ペテン県北端の国境付近のジャングルの中にあるマヤ文明の遺跡。本来の名称は、不明である。主として先古典期後期に繁栄した。
この遺跡が最初に発見されたのは、1926年であり、1930年に航空写真で撮影された。しかし、イアン・グラハムが1962年に10日間かけて地図を作成するまでは、うっそうとしたジャングルの奥深くにあったために、ほとんど注目されてこなかった。詳細な調査は、1978年にBruce DahlinとRay Mathenyの指揮するプロジェクトから始まった。考古学者たちは、エル・ミラドールがティカルやワシャクトゥンのような古典期の大都市とは、同時に建てられたものではなく、さらに数世紀も早い先古典期の時代に建てられた都市であったことに驚かされた。エル・ミラドールが繁栄し始めたのは、およそ紀元前10世紀からであり、全盛期は、紀元前3世紀から紀元後2世紀にかけての時期で、人口は8万人に達したと考えられる。その後は建設活動が行われず、幾世代にわたっていったん放棄された形になったが、再び古典期後期になって人が住み始め、最終的に放棄されたのは9世紀の終わりごろである。
エル・ミラドールは、面積16km2に及んで、大きいけれどもあまり高くない基壇の上に築かれた三つの階段状ピラミッドの組み合わせが多数分布する遺跡である。
そういった構造の建造物のうち、もっとも著名で、巨大な建築複合が2つ挙げられる。ひとつは「エル・ティグレ」と呼ばれるものである。「エル・ティグレ」の最も高いピラミッドは、55mに達する。もう一方は、「ラ・ダンタ」と呼ばれていて、最も高いピラミッドは、70mに達し、マヤの建造物の中では最も高い。加えてこのピラミッドが載っている巨大な基壇の底辺は18000m2に達する壮大なものである。エル・ミラドールの建造物の大部分のものは、切石を組み合わせて建てられており表面は漆喰で象られたマヤの伝説上の神々の顔で飾られている。
他には、モノス（高さ40m）などの巨大なピラミッド建築複合がある。石碑が多く残されているが、絶対年代を決定できる長期暦は、刻まれていない。